# Birger Carlson
Oscar Birger Carlson (Sicklaö, 13 de septiembre de 1873  –  Estocolmo, 27 de agosto de 1928) fue un industrial y químico sueco, hijo de Oscar Carlson.
Carlson se graduó en Estocolmo en 1892, se tituló en la división químico-tecnológica del Real Instituto de Tecnología en 1896, estudió en la Universidad Técnica de Berlín de Charlottenburg entre 1897 y 1898, fue asistente en electroquímica allí en 1898, jefe de división en Degussa, Fráncfort del Meno, en el laboratorio de metales raros en 1898 y en el departamento de construcción de fábricas de carburo y hornos eléctricos entre 1899 y 1900.
Carlson se convirtió en ingeniero en 1900, en ingeniero jefe en 1909 y en gerente de la filial de Stockholms Superfosfat Fabriks AB en Månsbo en 1911. Entre 1916 y 1921, fue director general de la empresa y, posteriormente, trabajó como ingeniero consultor y miembro de las juntas directivas de numerosas empresas industriales.
En 1917, Carlson fue uno de los iniciadores de Aktiebolaget Svensk färgämnesindustri. Al liquidarse la empresa en 1920, fue uno de los miembros del consejo que no fue exonerado de responsabilidad.
Carlson inventó métodos para la fabricación de carburo, clorato, perclorato, cianamida cálcica, entre otros, y publicó numerosos ensayos y disertaciones en temas técnicos y de economía nacional. En 1918, fue elegido miembro de la Academia de Agricultura y en 1919, miembro de la Academia de Ciencias de la Ingeniería.
Birger Carlson está enterrado en el cementerio norte de Nacka.